# Omnidemptus affinis
Omnidemptus affinis är en svampart som beskrevs av P.F. Cannon & Alcorn 1994. Omnidemptus affinis ingår i släktet Omnidemptus och familjen Magnaporthaceae.   Inga underarter finns listade i Catalogue of Life.